# ピーターラビットと仲間たち/ザ・バレエ
『ピーターラビットと仲間たち/ザ・バレエ』（ピーターラビットとなかまたち/ザ・バレエ、原題：The Tales of Beatrix Potter）は、1971年製作のイギリス映画である。日本公開は1978年7月。

## 概説
ビアトリクス・ポターの『ピーターラビットと仲間たち』を元にした、英国ロイヤル・バレエ団による本格的バレエ映画である。ロイヤル・バレエ団員がそれぞれ精巧なマスクと衣装で、華麗にバレエを舞いながらポターの描く世界観をそのまま再現している。絵本の世界は全てバレエで構成され、全体を通してセリフや解説が一言も出てこない音楽とダンスのみで魅せる異色のバレエ映画。この映画をきっかけにしてロイヤル・バレエ団の舞台での定番の演目になった。

## 関連映画
- ミス・ポター - 原作者の伝記映画